# كأس نيوزيلندا 1956
كأس نيوزيلندا 1956 (بالإنجليزية: 1956 Chatham Cup)‏ هو موسم من كأس نيوزيلندا. فاز فيه ستوب أوت ‏.